# Erghevița
Erghevița – wieś w Rumunii, w okręgu Mehedinți, w gminie Șimian. W 2011 roku liczyła 295 mieszkańców.